# Nižný Komárnik
Nižný Komárnik (allemand : Unterkomarnik in der Krein , hongrois : Alsókomárnok) est un village de Slovaquie situé dans la région de Prešov.

## Géographie
Nižný Komárnik est situé dans une région vallonnée, très boisée, aux confins de la Slovaquie orientale. Le village est à trois kilomètres du col de Dukla, la frontière polonaise, et à 68 km de Prešov par la E 371.
Depuis la route (E 371), une église en bois est visible sur la crête dominant Nižný Komárnik. Une bretelle permet l'accès au village qui est situé au creux de la vallée.

## Histoire

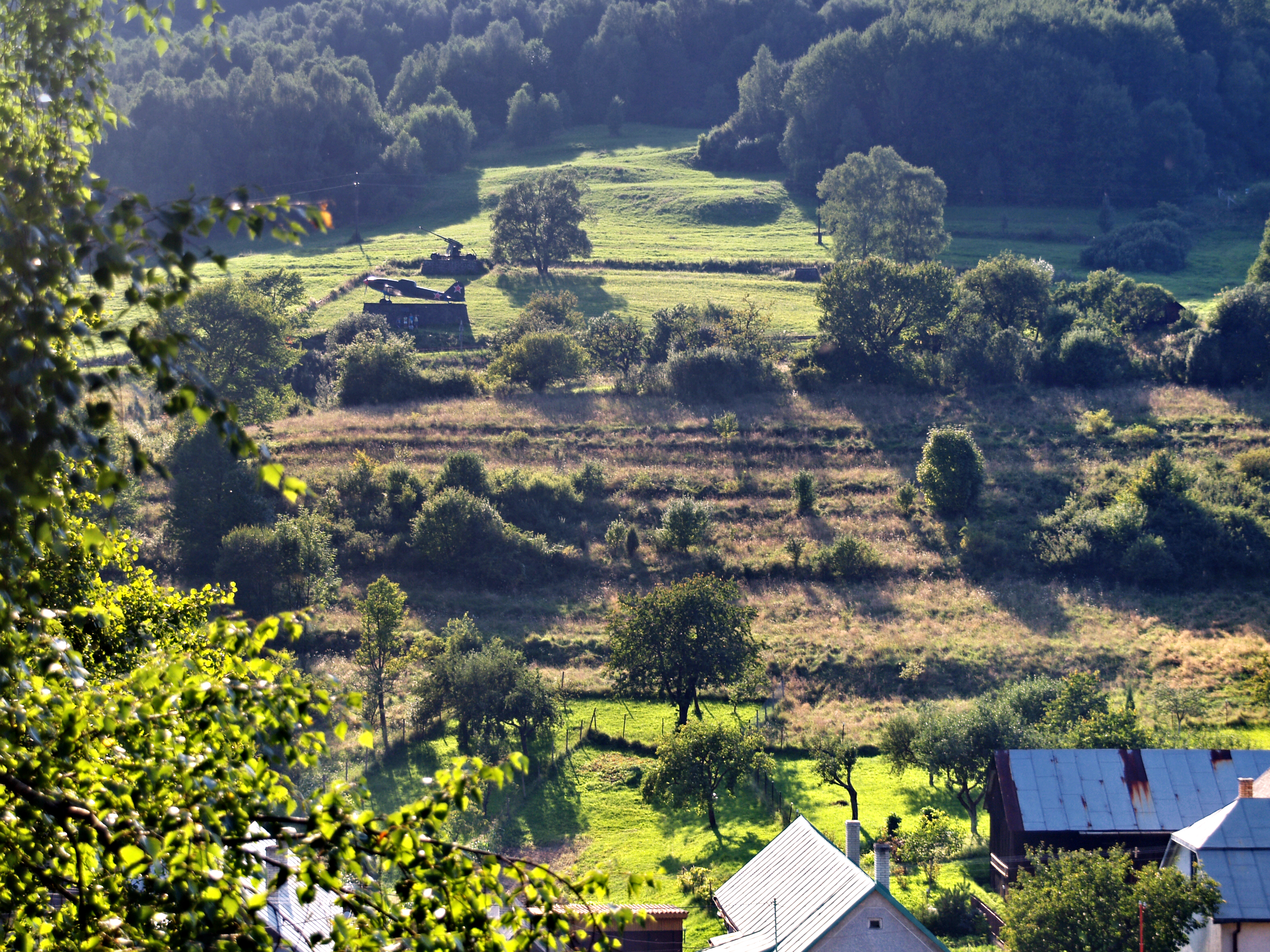
Vestiges de 39-45 exposés

Première mention écrite du village en 1618.
Le col de Dukla, point de passage stratégique des contreforts de Carpates, a été un haut-lieu de faits d'armes. À l'automne 1944 les forces alliées (russes, polonaises et tchécoslovaques) y ont combattu les troupes allemandes. Un mausolée a été édifié sous le col même, proche de la route 73 (E 371).
Plus près du village de Nižný Komárnik, de nombreux vestiges du matériel militaire utilisé durant les combats (avion, chars russes) sont exposés dans un musée historique de plein air.

## Démographie

### Évolution de la population
| Année:               | 1994. | 2004.    | 2014.    | 2024.   |
| -------------------- | ----- | -------- | -------- | ------- |
| Nombre de personnes: | 173   | 146      | 174      | 185     |
| Différence:          |       | -15,60 % | +19,17 % | +6,32 % |

| Année:               | 2023. | 2024.   |
| -------------------- | ----- | ------- |
| Nombre de personnes: | 182   | 185     |
| Différence:          |       | +1,64 % |

## Lieux et monuments
- L'église catholique grecque ruthène de la Protection de la Mère de Dieu

Elle a été bâtie en 1938 sur la colline dominant le village par de vertueux Ruthènes qui s'appellent entre eux Rusyny. Les plans sont de l'architecte et explorateur ukrainien V. Sichinsky. L'église est très bien placée dans le paysage par sa position dominante. Elle est visible depuis la route (E 371) de Dukla, ville de la région de Krośnieński dans le Sud de la Pologne.
Elle a été construite près de la vieille église en bois baroque qui s'est graduellement détruite. Sa conception "Boikian" (un des 3 principaux groupes ethniques ukrainiens qui sont les Lemkians, les Boikians et les Hutsuls) est différente des autres églises en bois de la région.
Cette conception avec la plus haute tour se situant au milieu, se retrouve généralement dans la région occidentale de l'Ukraine (Subcarpation Russ). Le type d'église avec des parties indépendantes du bâtiment est dit "boiko".
Chacune des trois tours a une forme polygonale. La plus haute est la tour médiane au-dessus de la nef. Les tours au-dessus du "babinec" (l’espace dédié aux femmes) et du sanctuaire sont plus petits et plus bas. Devant l'entrée les portiques sont penchés contre les colonnes.
Le bâtiment coloré et équilibré est également unique pour son porche à des colonnes décoratives. C'est une construction en bois à trois pièces sur des fondations en pierre.
Les coupoles octogonales des toits avec des croix de fer sont peu communes. L'intérieur recèle de merveilleux ornements. Les icônes sont du début du XXe siècle et proviennent d'une église de Trebišov. Les autres décorations datent de l'époque du bâtiment.
L'église se visite. Il est interdit d'en photographier l'intérieur.

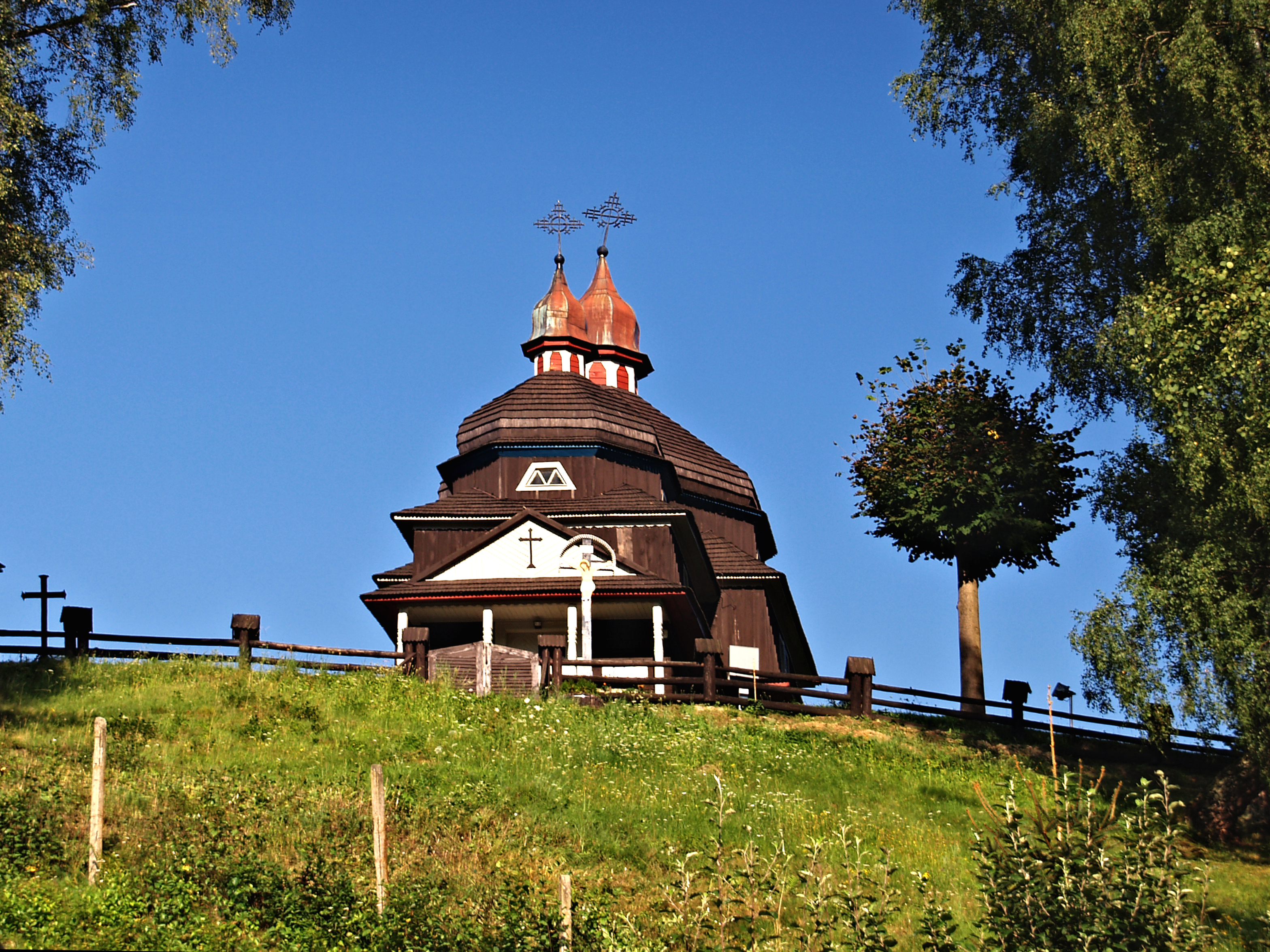
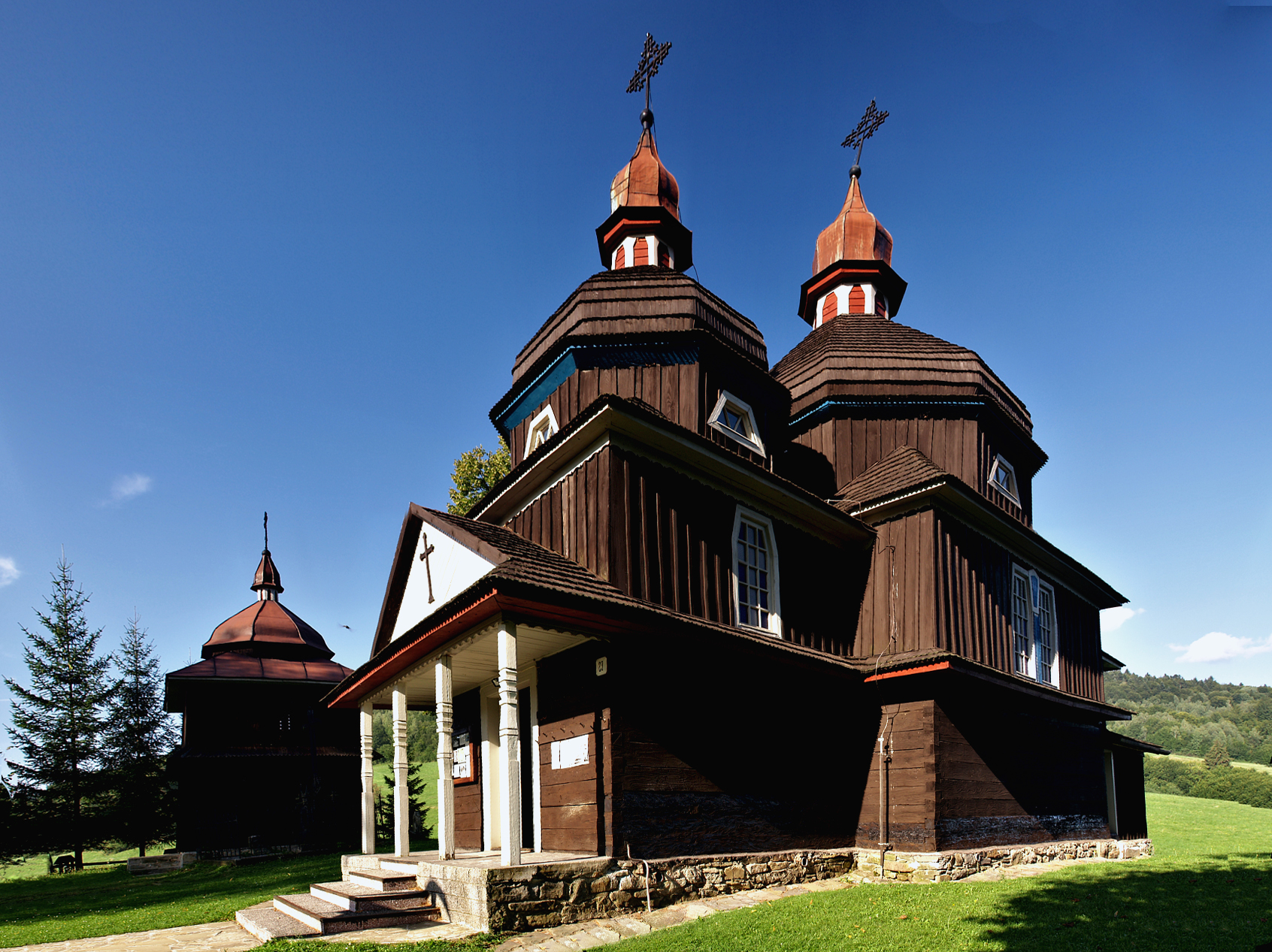
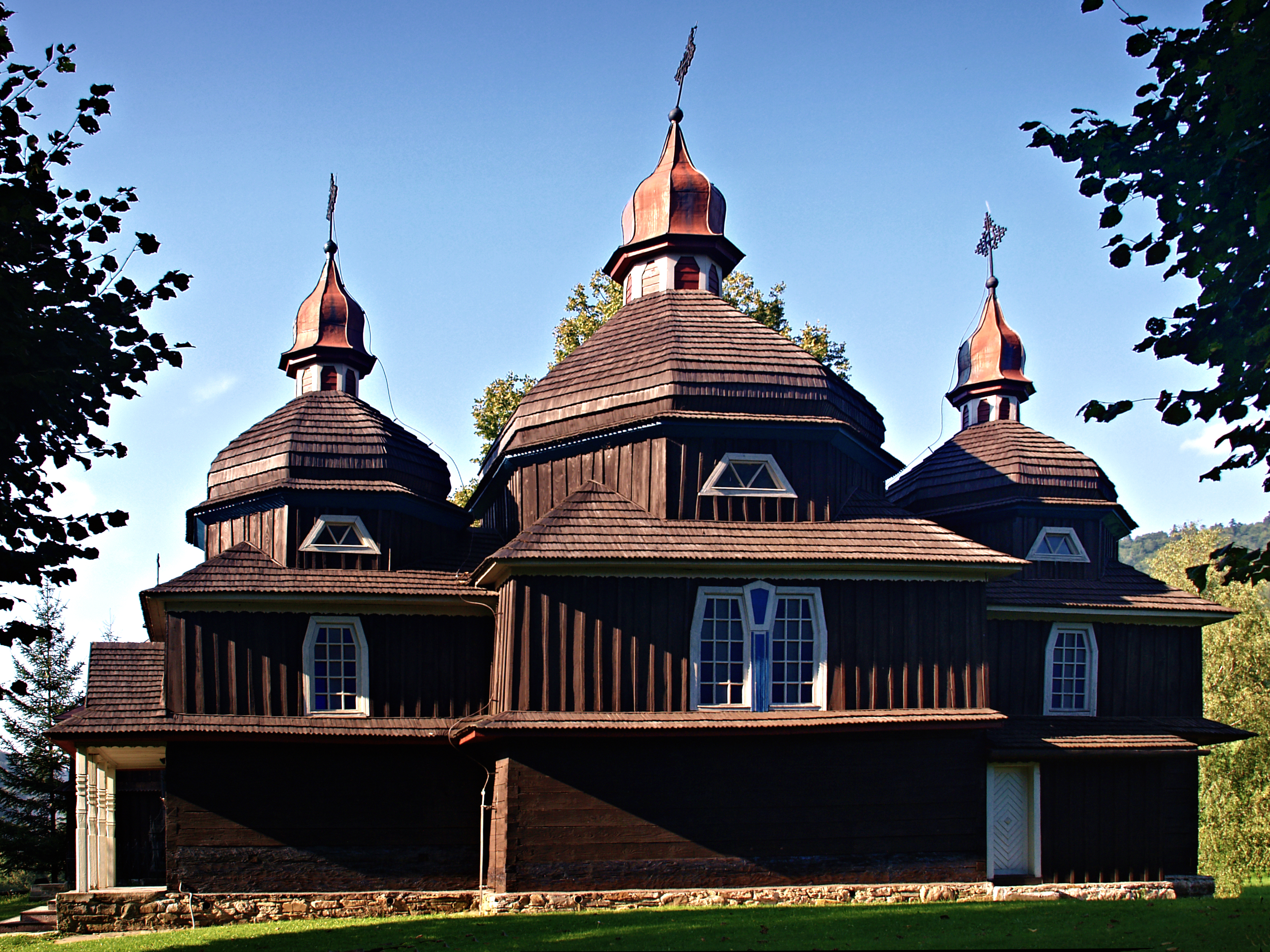
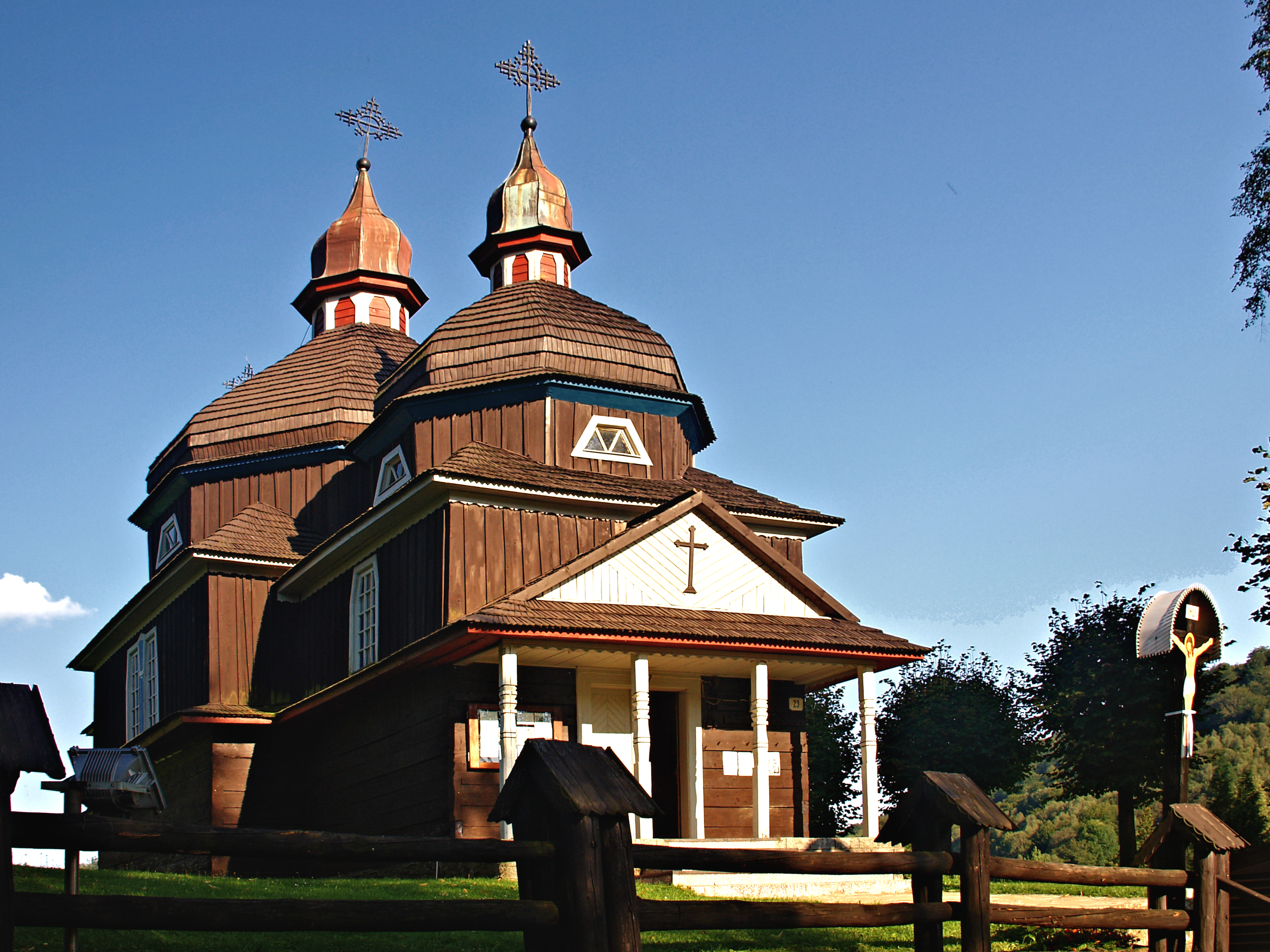